# Moldavien i Eurovision Song Contest 2012
Moldavien deltog i Eurovision Song Contest 2012 i Baku i Azerbajdzjan.

## Uttagning
Den 28 december 2011 meddelade TV-bolaget att de skulle delta i tävlingen år 2012. Bidrag till den nationella finalen kunde skickas in mellan den 3 januari 2012 och den 16 januari 2012. Den 11 februari 2012 meddelades namnen på de 20 finalister som valts ut av en jury samt vinnaren från en omröstning på internet som gjorde att 21 bidrag kom att tävla i finalen som hölls den 11 mars 2012. Efter en omröstning som bestod av 50% jury och 50% telefonröster stod det klart att Pasha Parfeny hade vunnit uttagningen med sin låt "Lăutar". Han hade fått 12 poäng av juryn vilket var det högst möjliga och 10 poäng av telefonröster vilket var det näst högsta. Med sina 22 poäng kom han etta före folkets favorit Cristina Croitoru som med sin låt "Fight for Love" fick 16 poäng och blev tvåa.

## Vid Eurovision
Moldavien deltog i den första semifinalen den 22 maj. Där hade de startnummer 17, näst sist i semifinalen. De tog sig vidare till finalen som hölls den 26 maj. Där hade de startnummer 26 och var därmed sist med att framträda i finalen. De hamnade på 11:e plats med 81 poäng. Moldavien fick poäng från 17 av de 41 röstande länderna. Det land som gav flest poäng till dem var Rumänien som gav dem deras enda tolvpoängare. De fick även 8 poäng från både Ukraina och San Marino, samt 7 poäng från tre andra länder.